# Тесикага
Тесика́га (яп. 弟子屈町 Тэсикага-тё:) — посёлок в Японии, находящийся в уезде Каваками округа Кусиро губернаторства Хоккайдо. Площадь посёлка составляет 774,53 км², население — 7901 человек (30 июня 2014), плотность населения — 10,20 чел./км².

## Географическое положение
Посёлок расположен на острове Хоккайдо в губернаторстве Хоккайдо. С ним граничат город Кусиро и посёлки Сибетя, Цубецу, Бихоро, Косимидзу, Киёсато, Накасибецу.

## Население
Население посёлка составляет 7901 человек (30 июня 2014), а плотность — 10,20 чел./км². Изменение численности населения с 1980 по 2005 годы:
| 1980 | 12 206 чел. |  |
| 1985 | 11 796 чел. |  |
| 1990 | 10 630 чел. |  |
| 1995 | 9954 чел.   |  |
| 2000 | 9493 чел.   |  |
| 2005 | 9023 чел.   |  |

## Символика
Деревом посёлка считается сакура, цветком — рододендрон, птицей — лебедь.